# Bryummossor
Bryummossor (Bryum) är ett släkte av bladmossor. Bryummossor ingår i familjen Bryaceae.
Mossorna kännetecknas av en nedböjd eller hängande päronlik kapsel, dubbel peristomkrans, den yttre bestående av 16 tänder samt kägelformigt eller välvt lock. Släktet förekommer över hela välden.

## Bildgalleri

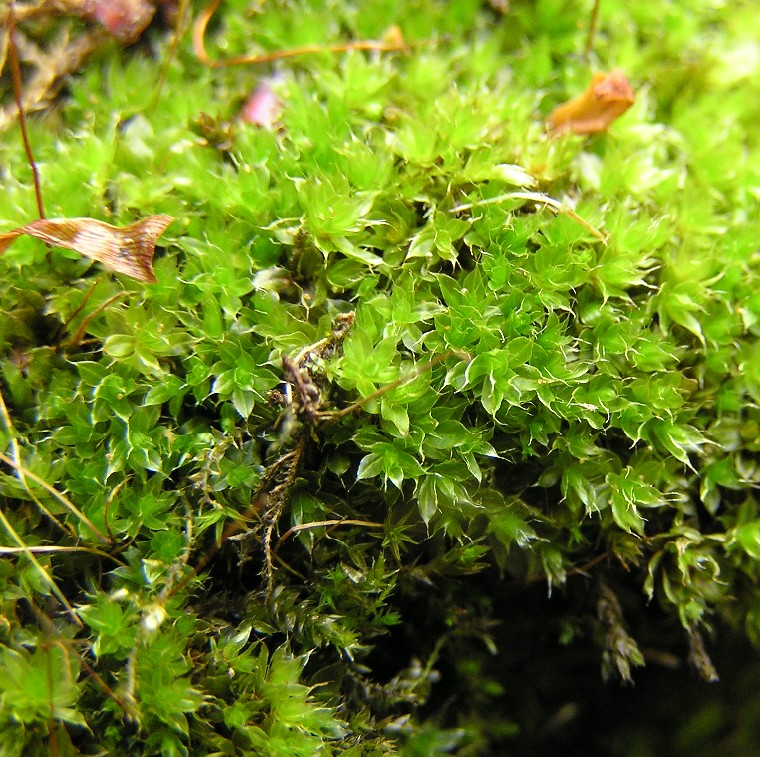

## Dottertaxa till Bryummossor, i alfabetisk ordning[1][2]
- Bryum acuminatissimum
- Bryum acutifolium
- Bryum aequabile
- Bryum afrocalophyllum
- Bryum alandense
- Bryum albomarginatum
- Bryum albopulvinatum
- Bryum albulanum
- Bryum albulum
- Bryum alexandri
- Bryum algovicum
- Bryum alpiniforme
- Bryum alpinum
- Bryum altaicum
- Bryum alticaule
- Bryum altisetum
- Bryum amblyacis
- Bryum amblyodon
- Bryum amblyphyllum
- Bryum amentirameum
- Bryum amplirete
- Bryum angustifolium
- Bryum anomodon
- Bryum apalodictyoides
- Bryum apiculatum
- Bryum appressifolium
- Bryum appressum
- Bryum arachnoideum
- Bryum archangelicum
- Bryum arcticum
- Bryum argenteum
- Bryum argentisetum
- Bryum argyroglyphodon
- Bryum aristatum
- Bryum atenense
- Bryum atropurpureum
- Bryum atrovirens
- Bryum auricomum
- Bryum australe
- Bryum austroturbinatum
- Bryum austroventricosum
- Bryum axel-blyttii
- Bryum axillare
- Bryum baeuerlenii
- Bryum baldwinii
- Bryum balticum
- Bryum barnesii
- Bryum baueri
- Bryum bealeyense
- Bryum bicolor
- Bryum billetii
- Bryum blandum
- Bryum blindii
- Bryum borellii
- Bryum bornholmense
- Bryum botterii
- Bryum bourgeanum
- Bryum brachycladulum
- Bryum brachyneuron
- Bryum brasiliense
- Bryum brevicoma
- Bryum brevicuspis
- Bryum bulbiferum
- Bryum bulbigerum
- Bryum bulbillicaule
- Bryum bullosum
- Bryum cadetii
- Bryum caespiticium
- Bryum callistomum
- Bryum calobryoides
- Bryum calodictyon
- Bryum calophyllum
- Bryum campoanum
- Bryum campylopodioides
- Bryum canariense
- Bryum canescens
- Bryum capillare
- Bryum capillatum
- Bryum capituliforme
- Bryum carbonicola
- Bryum cellulare
- Bryum cephalozioides
- Bryum challaense
- Bryum chlororhodon
- Bryum chorizodontum
- Bryum chryseum
- Bryum chrysoneuron
- Bryum chrysophyllum
- Bryum cirrhiferum
- Bryum clavatum
- Bryum claviger
- Bryum clintonii
- Bryum coelophyllum
- Bryum cognatum
- Bryum colombi
- Bryum coloradense
- Bryum comense
- Bryum congestiflorum
- Bryum conoideo-operculatum
- Bryum consimile
- Bryum contortum
- Bryum coronatum
- Bryum corsicum
- Bryum crassimucronatum
- Bryum crassinervum
- Bryum crassum
- Bryum creberrimum
- Bryum cremocarpum
- Bryum cristatum
- Bryum crozetense
- Bryum cryophilum
- Bryum curvatum
- Bryum cyathiphyllum
- Bryum cyclophyllum
- Bryum cylindrothecium
- Bryum daenikeri
- Bryum deciduum
- Bryum decursivum
- Bryum defractum
- Bryum delitescens
- Bryum demaretianum
- Bryum densifolium
- Bryum dentatum
- Bryum denticulatinervium
- Bryum depressum
- Bryum diaphanum
- Bryum dichotomum
- Bryum dilatatum
- Bryum dillenii
- Bryum dimorphum
- Bryum dissolutinerve
- Bryum dixonii
- Bryum dolichophyllum
- Bryum donatii
- Bryum dongolense
- Bryum donianum
- Bryum dunense
- Bryum duplicatum
- Bryum eatonii
- Bryum ehlei
- Bryum ekmanii
- Bryum ekstamii
- Bryum elegans
- Bryum elegantulum
- Bryum ellipsifolium
- Bryum ellipticifolium
- Bryum elwendicum
- Bryum encalyptaceum
- Bryum enisseense
- Bryum eremaeum
- Bryum ericoides
- Bryum erythrocarpum
- Bryum erythrocaulon
- Bryum erythroloma
- Bryum erythrotropis
- Bryum euryphyllum
- Bryum evanidinerve
- Bryum fabronia
- Bryum falcatum
- Bryum felipponei
- Bryum filicicola
- Bryum flaccidifolium
- Bryum flaccidum
- Bryum flagellaceum
- Bryum flagellans
- Bryum flagellicoma
- Bryum flavipes
- Bryum flavituber
- Bryum flavopallidum
- Bryum fragile
- Bryum francii
- Bryum funckii
- Bryum funckiioides
- Bryum funkii
- Bryum fuscescens
- Bryum fuscomucronatum
- Bryum fuscotomentosum
- Bryum gamophyllum
- Bryum garovaglii
- Bryum gayanum
- Bryum gemmascens
- Bryum gemmatum
- Bryum gemmiferum
- Bryum gemmilucens
- Bryum gemmiparum
- Bryum geniculatum
- Bryum germainii
- Bryum gerwigii
- Bryum gilliesii
- Bryum gossypinum
- Bryum goudotii
- Bryum gracilisetum
- Bryum graminifolium
- Bryum gynostomoides
- Bryum gyoerffianum
- Bryum gypsophilum
- Bryum haematoneurum
- Bryum hagenii
- Bryum handelii
- Bryum hatcheri
- Bryum hauthalii
- Bryum hawaiicum
- Bryum hedbergii
- Bryum hieronymi
- Bryum hioramii
- Bryum hochreutineri
- Bryum homalobolax
- Bryum huillense
- Bryum icodense
- Bryum illecebraria
- Bryum imbricatum
- Bryum inaequale
- Bryum incacorralis
- Bryum incrassatolimbatum
- Bryum innovans
- Bryum insolitum
- Bryum intermedium
- Bryum intortulum
- Bryum isleanum
- Bryum jamaicense
- Bryum joannis-meyeri
- Bryum kerguelense
- Bryum klinggraeffii
- Bryum knowltonii
- Bryum kunzei
- Bryum laetum
- Bryum laevifilum
- Bryum laevigatum
- Bryum lamii
- Bryum lamprocarpum
- Bryum lamprochaete
- Bryum lamprocomum
- Bryum lamprostegum
- Bryum latifolium
- Bryum latilimbatum
- Bryum lawersianum
- Bryum leonii
- Bryum lepidum
- Bryum leptocaulon
- Bryum leptocladon
- Bryum leptoglyphodon
- Bryum leptoneurum
- Bryum leptospeiron
- Bryum leptotorquescens
- Bryum leptotrichum
- Bryum leucoglyphodon
- Bryum leucophylloides
- Bryum limbatum
- Bryum limbifolium
- Bryum lindbergii
- Bryum lonchocaulon
- Bryum lonchophyllum
- Bryum lonchopus
- Bryum longisetum
- Bryum lorentzii
- Bryum ludovicae
- Bryum lugubre
- Bryum maceratum
- Bryum macroblastum
- Bryum macrodictyum
- Bryum macrophyllum
- Bryum macrosporum
- Bryum mairei
- Bryum maleteinorum
- Bryum mamillatum
- Bryum marginatum
- Bryum marratii
- Bryum matto-grossense
- Bryum mayrii
- Bryum meesioides
- Bryum megalacrion
- Bryum melvilleanum
- Bryum mendax
- Bryum meruense
- Bryum mesodon
- Bryum micans
- Bryum microcaespiticium
- Bryum microcalophyllum
- Bryum microcapillare
- Bryum microchaeton
- Bryum microcochleare
- Bryum microimbricatum
- Bryum micronitidum
- Bryum mieheanum
- Bryum mildeanum
- Bryum miniatum
- Bryum minii
- Bryum minusculum
- Bryum minutirosatum
- Bryum minutissimum
- Bryum mirabile
- Bryum miserum
- Bryum moei
- Bryum mollifolium
- Bryum molliusculum
- Bryum moravicum
- Bryum mucronatum
- Bryum mucronifolium
- Bryum muehlenbeckii
- Bryum multiflorum
- Bryum murmanicum
- Bryum nanoapiculatum
- Bryum nanocapillare
- Bryum nanophyllum
- Bryum naviculare
- Bryum neodamense
- Bryum nitidulum
- Bryum nivale
- Bryum norvegicum
- Bryum nudicaule
- Bryum obligogynum
- Bryum obliquum
- Bryum oblongum
- Bryum obscurum
- Bryum obtusidens
- Bryum ochianum
- Bryum oncophorum
- Bryum oophyllum
- Bryum orbiculatifolium
- Bryum orientale
- Bryum orthocladum
- Bryum orthodontioides
- Bryum orthopelma
- Bryum orthotheciellae
- Bryum orthothecium
- Bryum osculatianum
- Bryum oxycarpum
- Bryum pabstianum
- Bryum pachycladum
- Bryum pachytheca
- Bryum pallens
- Bryum pallescens
- Bryum pallidoviride
- Bryum pamirense
- Bryum pamiricomucronatum
- Bryum pancheri
- Bryum papuanum
- Bryum paradoxum
- Bryum paraguense
- Bryum parvulum
- Bryum patzeltii
- Bryum pauperidens
- Bryum pendulum
- Bryum peralatum
- Bryum perdecurrens
- Bryum perlimbatum
- Bryum perminutum
- Bryum perrieri
- Bryum phallus
- Bryum picnoloma
- Bryum piliferum
- Bryum planiusculum
- Bryum platyphyllum
- Bryum pocsii
- Bryum pohliaeforme
- Bryum pootenianum
- Bryum posthumum
- Bryum prionotes
- Bryum procerum
- Bryum propium
- Bryum prosatherum
- Bryum provinciale
- Bryum pseudoblandum
- Bryum pseudocapillare
- Bryum pseudointermedium
- Bryum pseudomarginatum
- Bryum pseudomicron
- Bryum pseudopachytheca
- Bryum pseudotriquetrum
- Bryum pumilum
- Bryum pungentifolium
- Bryum purpurascens
- Bryum purpuratum
- Bryum purpureolucidum
- Bryum purpureonigrum
- Bryum pycnodictyum
- Bryum pycnophyllum
- Bryum pygmaeomucronatum
- Bryum pygmaeum
- Bryum pyrrhothrix
- Bryum radiculosum
- Bryum ramosum
- Bryum rapaense
- Bryum rectifolium
- Bryum recurvulum
- Bryum redboonii
- Bryum reedii
- Bryum remelei
- Bryum renauldii
- Bryum retusifolium
- Bryum revolutum
- Bryum rhexodon
- Bryum rhizoblastum
- Bryum rhypariocaulon
- Bryum richardsii
- Bryum riparioides
- Bryum riparium
- Bryum rivale
- Bryum roscheri
- Bryum rosulans
- Bryum rothii
- Bryum rotundifolium
- Bryum rubens
- Bryum rubescens
- Bryum rubicundum
- Bryum rubrocostatum
- Bryum rubrolimbatum
- Bryum ruderale
- Bryum rudimentale
- Bryum rufolimbatum
- Bryum russulum
- Bryum rutilans
- Bryum sabuletorum
- Bryum salakense
- Bryum salinum
- Bryum sandii
- Bryum sauteri
- Bryum savesii
- Bryum savicziae
- Bryum schleicheri
- Bryum sclerodictyon
- Bryum semirubrum
- Bryum serotinum
- Bryum sibericum
- Bryum simii
- Bryum simulans
- Bryum sinense
- Bryum skottsbergii
- Bryum soboliferum
- Bryum sordidum
- Bryum spindleri
- Bryum spinifolium
- Bryum spininervium
- Bryum splachnobryoides
- Bryum splendidifolium
- Bryum stellituber
- Bryum stenocarpum
- Bryum stenophyllum
- Bryum stirtonii
- Bryum subapiculatum
- Bryum subargenteum
- Bryum subcalophyllum
- Bryum subclavatum
- Bryum subelegans
- Bryum subgracillimum
- Bryum subhomalobolax
- Bryum subleucophyllum
- Bryum submucronatum
- Bryum subneodamense
- Bryum subnitidulum
- Bryum subpercurrente
- Bryum subsericeum
- Bryum sullivanii
- Bryum svihlae
- Bryum synoicum
- Bryum syriacum
- Bryum taimyrense
- Bryum taitae
- Bryum taoense
- Bryum tenue
- Bryum tenuidens
- Bryum tenuifolium
- Bryum tenuisetum
- Bryum tepintzensa
- Bryum teres
- Bryum terskeiense
- Bryum tessellatum
- Bryum thomasii
- Bryum thomeanum
- Bryum thomsonii
- Bryum timmiostomoides
- Bryum tisserantii
- Bryum tjiburrumense
- Bryum tophaceum
- Bryum torquatum
- Bryum torquescens
- Bryum trabutii
- Bryum tristaniense
- Bryum triste
- Bryum truncorum
- Bryum turbinatum
- Bryum turgidum
- Bryum uliginosum
- Bryum urbanskyi
- Bryum usambaricum
- Bryum utriculatum
- Bryum uvidum
- Bryum wagneri
- Bryum wallaceanum
- Bryum valparaisense
- Bryum warneum
- Bryum weigelii
- Bryum vernicosum
- Bryum vernum
- Bryum veronense
- Bryum versicolor
- Bryum viguieri
- Bryum winkelmannii
- Bryum violaceum
- Bryum virescens
- Bryum viridescens
- Bryum voeltzkowii
- Bryum wrightii
- Bryum vulcanicum
- Bryum zeballosicum